# 巫术VI：创世神笔之诅咒
《巫术VI：禁断之魔笔》是一款由Sir-Tech制作和发行的电子角色扮演游戏。本游戏为巫术系列的第6作，游戏最初于1990年发行。
David Bradley完全重写了本游戏的系统。
《電腦遊戲世界》赞扬了本游戏的武器技能、用户界面、图像等。

## 中文版
台灣第三波文化事業股份有限公司於 1993 年發行了本遊戲的正體中文版，名稱為《巫術六代：創世神筆之詛咒》。